# Stema Noii Zeelande

Stema Noii Zeelande

Stema Noii Zeelande este simbolul heraldic reprezentând Noua Zeelandă. Designul său reflectă istoria Noii Zeelande ca națiune biculturală, pe care este prezentă un personaj feminin european pe o parte și cu un rangatira maori (șef) pe cealaltă parte. Simbolurile de pe scutul central reprezintă comerțul, agricultura și industria din Noua Zeelandă, iar o Coroană reprezintă statutul Noii Zeelande ca monarhie constituțională.
Stema inițială a fost aprobată prin mandatul regelui George al V-lea la 26 august 1911, iar versiunea actuală a fost aprobată de regina Elisabeta a II-a în 1956. În timp ce utilizarea stemei este limitată la guvernul Noua Zeelandă, simbolul este utilizat pe scară largă pe decorațiuni de stat; apare pe uniforma poliției și este prezentă și pe coperta pașaportului național.

## Istorie
Până în 1911, Noua Zeelandă a folosit aceeași stemă regală ca Regatul Unit. Provinciile Noii Zeelande și-au folosit propriile steme.

Odată cu evoluția autoguvernării din Noua Zeelandă, în special acordarea statutului de Dominion în 1907, s-a decis că este necesară o nouă stemă. O competiție oficială organizată în 1908 a dus la prezentarea a 78 de proiecte. [4] Proiectul câștigător a fost unul realizat de James McDonald, raportor în Departamentul Stațiunilor Turistice și Balneare. S-au efectuat unele ajustări minore ale proiectului, iar stema a fost aprobată prin legea dată de regele George al V-lea la 26 august 1911. Legea a fost publicată în New Zealand Gazette din 11 ianuarie 1912.
Scutul central a rămas neschimbat din 1911. Include un scut împărțit în sferturi care conține în primul sfert patru stele reprezentând constelația Crucea Sudului (așa cum este reprezentat pe steagul național, dar cu stelele în proporții diferite); în cel de-al doilea sfert, o lână de aur; în al treilea, un snop de grâu; iar în al patrulea, două ciocane (vezi § Symbolism). Pe mijlocul scutului este o bandă verticală largă cu trei nave reprezentând importanța comerțului maritim și „amintind colonizarea țării din secolul al XIX-lea de către migranții europeni”.

### Redesignul din 1956
În designul inițial, deasupra scutului era un semi-leu (jumătatea superioară a unui leu agresiv) care ținea Union Flag, iar pe panglica de la baza scutului scria motto-ul de atunci al țării, „Înainte”.
Deși mandatul regal a specificat designul stemei, la mijlocul anilor 1940 erau fost utilizate cel puțin 20 de variante. [1] Cu o lună înaintea adoptării Statutului Westminster a Noii Zeelande (prin care se accepta oficial întreaga autonomie externă oferită de Parlamentul britanic) la 25 septembrie 1947, o comisie specială a fost formată de prim-ministrul de atunci Peter Fraser. Responsabil pentru „redesenarea și standardizarea Stemei”, comitetul a fost format din Alister McIntosh, Joe Heenan, Colin Aikman, Frank Corner, Foss Shanahan și profesorul John Cawte Beaglehole. Una dintre preocupările comitetului a fost aceea că femeia arăta prea mult ca o „eroină sovietică”. După alegerea Primului Guvern național în 1949, noul procuror general, Jack Marshall (ulterior prim-ministru) a preluat responsabilitatea comitetului. Marshall a cerut ca femeia să fie redesenată pentru a semăna cu Grace Kelly, o actriță preferată a sa.
Regina Elisabeta a II-a a aprobat o versiune revizuită în 1956. Acest design este încă utilizat în prezent.

## Simbolism
Stema este alcătuită dintr-un scut cu patru cadrane împărțite de o bandă verticală centrală:
- Primul cadran prezintă cele patru stele de pe drapelul național, reprezentând modelul din cadrul constelației Crucea Sudului; cel de-al doilea cadran prezintă o lână de aur, reprezentând industria agricolă a națiunii; cel de-al treilea prezintă un snop de grâu reprezentativ pentru agricultură; iar al patrulea cadran prezintă ciocane încrucișate reprezentativ pentru minerit.
- Banda verticală de pe mijloc prezintă trei nave, reprezentând importanța comerțului pe mare și natura imigrantă a tuturor neozeelandezilor.
- În partea dreaptă a scutului este o femeie europeană care poartă drapelul Noii Zeelande, în timp ce în partea stângă este un rangatira Māori (șef) care ține o taiaha (armă de luptă) și poartă un kaitaka (mantie de in).
  - Se spune că personajul feminin este o ilustrare a Zealandiei, o personificare națională comună a Noii Zeelande în prima jumătate a secolului al XX-lea. De asemenea, acesta reprezintă, în linii mari, toți „cetățenii non-indigeni ai țării”.[3]
- Deasupra scutului este o replică a coroanei Sfântului Eduard, care a fost folosită la încoronarea monarhilor din Noua Zeelandă. Coroana reprezintă, de asemenea, legăturile istorice ale Noii Zeelande cu Regatul Unit.
- Dedesubt este o panglică pe care scrie „Noua Zeelandă”, în spatele căreia (constituind „compartimentul heraldic” ca bază) se află două ramuri de ferigă, reprezentând vegetația autohtonă.